# Fan Jian
Fan Jian était un secrétaire du royaume de Shu lors de la période des Trois Royaumes au début de la Chine médiévale. 
Il fut actif dans les campagnes militaires du sud menées par Zhuge Liang à titre d’Inspecteur de l’Armée. 
En l’an 227, lorsque Zhuge Liang mena sa première campagne militaire contre les Wei, Fan Jian fut nommé Secrétaire du directeur de l’armée. Quelques années plus tard, Zhuge Liang tomba malade et Fan Jian fut convoqué auprès de ce dernier avec Dong Jue où ils reçurent l’ordre de garder secret son retour vers Hanzhong, de sorte que l’ennemie ne soit pas mis au courant. Il suivit également Jiang Wei dans ses campagnes militaires comme officier d’administration. 
Après la chute des Shu, il accompagna Liu Shan à Luoyang où on lui conféra un titre de noblesse.